# أرفيد أدولف إيتولين
أرفيد أدولف إيتولين (بالإنجليزية: Arvid Adolf Etolin) أو أدولف كارلوفيتش إيتولين (9 يناير 1799 في هلسنكي – 29 مارس 1876 في إيليميكي) كان ضابط بحري ومستكشف وموظف إداري في الإمبراطورية الروسية، وظفته الشركة الروسية الأمريكية بدءا من عام 1818.
ولد في هلسنكي في فنلندا السويدية. وصل إلى سيتكا الحالية في ألاسكا في أمريكا الروسية لخدمة الشركة الأمريكية الروسية في عام 1818 ، وترقي ليصير المدير الرئيسي للشركة بين أعوام 1840 – 1845. ومنصب المدير الرئيسي يشار إليه أحيانا بلقب الحاكم Governor.
سميت باسمه جزيرة إيتولين.